# Familie Malcomson
De familie Malcomson was een familie van quakers die in Ierland een belangrijke rol heeft gespeeld.
- David Malcomson, geboren rond 1670, getrouwd met Jane of Janet Tugh, was van beroep linnenwever. Hij kwam uit Schotland naar Ierland in 1660 en werd ouderling in de Presbyteriaanse kerk in Armagh. Ze hadden twee zoons.
- Een zoon, Joseph Malcomson, geboren in 1711, was getrouwd met Rachel Greer, een quaker, in 1748.[2] Vanaf die tijd waren de familieleden quakers, hoewel Joseph nooit toetrad en zijn vrouw daardoor uit de geloofsgemeenschap werd gezet. Ze kregen elf kinderen die als quaker werden opgevoed en ten slotte werd Rachel weer in genade aangenomen.
- kleinzoon David Malcomson, een van die elf kinderen, was geboren in Lurgan, County Armagh, Ulster op 7 februari 1765.

## Algemeen
Het is kleinzoon David Malcomson met dezelfde voornaam als zijn grootvader die een handelsimperium stichtte.  Hij stierf op 6 juni 1844. 
Na de dood van hun vader Joseph in 1774 werden twee jongens, John van 13 en David van 9, naar Clonmel, County Tipperary gestuurd. Op z'n 18e werkte David een poosje voor z'n nicht Sarah Grubb, die een advertentie had geplaatst voor een bekwame klerk om haar te helpen bij de administratie van haar overleden echtgenoot. Naar verluidt werd hij echter ontslagen omdat hij het vaak te laat maakte. Hij ging weer aan de slag als administrateur voor John Bagwell, die uitgestrekte landerijen in Clonmel had. Meg zegt dat hij in 1786 als destillateur werkte. Zijn oudere broer kocht voor hem in 1793 Corporation Mills, op het Suir eiland, voor £3.000. 
Hij trouwde toen hij 30 was met Mary Fennell, geboren op 4 december 1770, uit Cahir. Ze bracht als bruidsschat £1.500 mee, die in land werd geïnvesteerd. Samen kregen ze zeven zonen, waaronder:
- Joseph, geboren 31 maart 1798, gestorven 15 april 1858.
- Joshua, geboren 31 december 1801, gestorven 3 oktober 1851.
- John, geboren in 1804, gestorven 6 mei 1881
- Robert, geboren in 1809, gestorven op 28 november 1881
- William, geboren 11 mei 1813, gestorven 10 januari 1892.

Het tijdperk van de Macolsombedrijven kan worden onderverdeeld in vier perioden:
- dat van David Malcolmson alleen, van 1784-1818
- dat van David Malcolmson & Sons, met David en zijn zonen van 1818-1837. De naam werd in 1837 Malcolmson bros
- dat van Malcolmson bros met Joseph als hoogste gezagsdrager van 1837-1858. Joseph Malcomson was getrouwd met Charlotte.
- dat van Malcolmson bros na de dood van Joseph, nu met William als hoogste gezagsdrager van 1858-1877

## De graanmolens

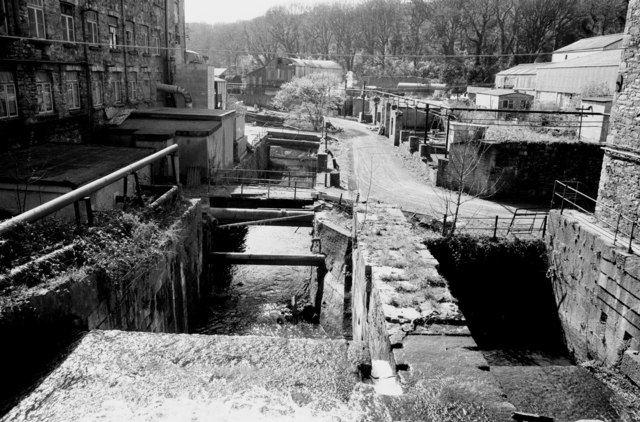

David begon zijn onderneming als molenaar van graan in Clonmel tussen 1793 en 1800, en kocht magazijnen achtereenvolgens in Clonmel, Carrick-on-Suir en Waterford. Hij handelde onder zijn eigen naam tot 1818, daarna als de firma David Malcomson & Sons. Hij had toen een belang in vier graanhandels in Clonmel en in de Corporation Mill op Little Island. Hij had ook al een eigen huis gebouwd of gekocht, dat hij Melview noemde in Kellets Lane. Op zeker moment, waarschijnlijk in verband met de graanhandel, startte David een jutefabriek in Carrick, maar deze stap was geen lang leven beschoren. Een aantal machines werden verkocht aan Denny Bros uit Waterford die er verpakkingen voor spek mee ging maken. In 1820 huurde hij meer land op Little Island voor uitbreidingen van de graanmolens en in 1824 nam hij de huur over van de molen in Portlaw, Co. Waterford, van de familie Wyse, waarschijnlijk ook voor het malen van graan. Deze molen, die met een kort kanaal met de rivier de Suir was verbonden, werd gedreven later door een van zijn kleinzoons, David Malcomson junior (5 juli 1830 - 18 juli 1867). Deze David jr. was getrouwd met nanny Malcolmson en stierf aan onmatigheid op de jonge leeftijd van 37. Hij liet een kind na, Joseph, die toen pas 7 jaar oud was. Deze Joseph werd later een toegewijd visser, maar overleed in Portlaw vóór hij 20 werd. Te zijner nagedachtenis liet zijn moeder de Fisherman’s Hall in Dunmore East bouwen en stichtte een trust fonds voor de behoeftigen in een straal van drie mijlen rond Dunmore. Dit fonds bestaat nog steeds.

## De katoenfabriek

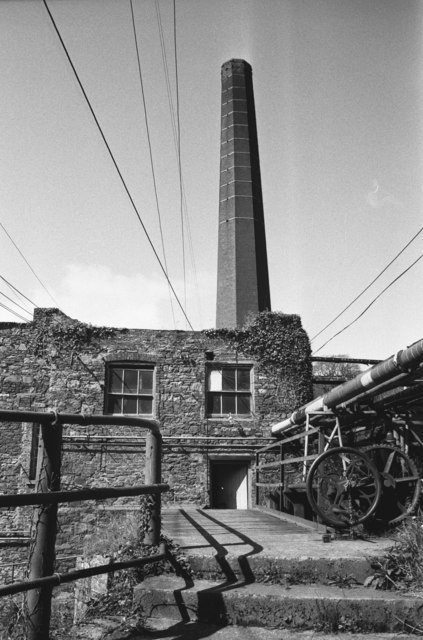
De restanten van de fabriek

Op 12 april 1825 huurde hij van John Thomas Meddlycott en zijn zoon, de Rev. John Thomas, voor 999 jaar de landerijen van Clonroe, in de Barony of Upper Third. Daar stond ook een kleine graanmolen, die vroeger als ijzergieterij was gebruikt. De zaak werd gesloopt en er werd een hele nieuwe fabriek gebouwd aan de Clodiagh, een zijrivier van de Suir. Een vriend, Capper uit Kendal, haalde hen over er een katoenfabriek van te maken. Er werd voor Joseph een huis naast gebouwd, met de naam Mayfield. Deze Mayfield fabriek werd het centrum van de Malcomson business in zuidelijk Ierland. De naam leeft voort in de Mayfield Cotton Engineering Award, een onderscheiding die buitengewone ontwerpen in de katoenindustrie beloont. Malcomson versterkte de stuw in de rivier en liet een kanaal graven tussen de Clodiagh en de Suir dat onder de fabriek doorliep. Zo kon het ruwe katoen per binnenschip in batches van 60 ton over de rivier aangevoerd worden en pneumatisch via buizen naar de hoger gelegen vloeren worden getransporteerd. De kant en klare producten werden weer met binnenschepen - canal barges - naar de zeehaven in Waterford worden getransporteerd. 
De fabriek werd geopend in 1826 en had zo'n 260 werknemers. De fabriek verwerkte zo'n 150 balen ruwe katoen per week tot zo'n 40 ton bewerkt katoen. Aangenomen werd dat het de grootste enkelvoudige spinnerij ter wereld was. De machines werden aangedreven door grote drie schepraderen met een diameter van zo'n 10 meter en samen 10 meter breed. Een vierde wiel werd aangedreven door water via een tunnel. Deze had de doorsnede van een kwart cirkel, waar het wiel in ronddraaide. Op die manier ging geen energie verloren doordat het water over het wiel vloeide. 
Toen de fabriek eenmaal in vol bedrijf was werd het dorp opnieuw door de Malcomsons en hun manager Robert Shaw naar de maatstaven van een fabrieksstad ontworpen. Zodanig, dat een enkele politieman vanaf een plein het hele dorp kon overzien. Rond 1840 werd een zuidvleugel bijgebouwd. De werktijden van de werknemers waren van 7 uur 's morgens tot 7 uur 's avonds - voor mannen, vrouwen en kinderen (hoewel de kinderen niet werden betaald als ze niet ook het vereiste aantal uren naar school waren geweest) - en het loon karig. In de fabriek werd katoen gesponnen, geweven, gebleekt, geverfd en ook wel bedrukt. Het aantal werknemers steeg in die tijd tot 1842 en de wekelijkse loonsom was £1000. Deze uitbreiding werkte slecht uit. Rond 1844 was het aantal weefgetouwen goed voor 75% tot 80% van de weefgetouwen in gebruik in Engeland en de Ierse fabrieken kregen moeite om te concurreren. Ondanks verlagingen van de lonen was er een algemene daling van de werkgelegenheid. In 1851 had het dorp Portlaw nog een populatie van 4.351.  
De fabriek werd overgenomen en gereorganiseerd door de Portlaw Spinning Company, maar dit bracht geen soelaas bij de introductie van het McKinley tarief in 1897. Hiermee werden de invoerrechten voor katoen van 35% op 55% gebracht. Het spinnen en weven werd afgestoten, maar dat kon niet verhinderen dat de fabriek werd gesloten in 1904.

## De rederij
In 1832 werden Malcomson en ander molenaars uit Clonmel geconfronteerd met steeds verder oplopende vrachtkosten van Waterford naar Liverpool en tegelijkertijd kregen ze belangstelling voor het bevaarbaar maken van de Suir tot aan Carrick voor schepen tot 300 ton laadvermogen, tweemaal zoveel als het gangbare tonnage, zodat de kooplieden uit  Carrick direct hun eigen voorraden konden verschepen. In 1835 was David de voornaamste spreker op een vergadering in Carrick-on-Suir voor de oprichting van de River Suir Navigation Company, die het daarop volgende jaar parlementaire goedkeuring kreeg. De Malcomsons begonnen met het charteren van stoomschepen, maar kochten die later zelf. De rivier werd tot Clonmel uitgediept om het mogelijk te maken dat schepen tot 200 ton transport voor de 23 molens tot in de stad konden uitvoeren. In 1836 richtten ze de Waterford Steam Navigation Co. en de St Petersburgh Steamship Company op en namen een belangrijk aandeel in de Cork Steamship Company en Shannon fishery co.

## De scheepswerf
In februari 1843 openden Malcomson Bros voor hun groeiende vloot schepen de Neptune Iron Works, een reparatiewerf aan de Park Road, tussen Canada St en Scotch Quay  in Waterford. Joseph Malcomson's brede belangstelling voor de scheepvaart leverde hem uit de eerste hand de kennis over de technische revolutie die plaatsvond met de bouw van ijzeren schepen. Een andere zoon, John Malcomson nam dit deel van business onder zijn hoede. Hij woonde in Waterford in Adelphi Terrace. 
Vanaf 1849 werd meester scheepsbouwer John Horn er manager en later, vanaf 1870, zijn zoon Andrew Horn. John Horn was 1826 zijn carrière begonnen op de Clyde bij Robert Napier, die bekendstaat als de vader van het bouwen van stoomschepen en vanwege de excellente opleiding van de mensen die voor hem werkten. 
Tussen 1846 en 1882 bouwde Neptune Iron Works meer dan 40 stoomschepen. Binnen twaalf jaar had de werf zo'n 300 en op het hoogtepunt zo'n 1000 mensen in dienst. Als gevolg daarvan werden de jaren 1850-1860 de Malcomsons de grootste stoomschipeigenaars ter wereld, op zeker moment hadden ze meer dan 70 schepen. Een deel van hun succes was het gevolg van het feit dat aan het eind van de jaren 1840 waren begonnen met het bouwen van schepen met scheepsschroeven in plaats van raderen, wat toen meer gebruikelijk was. Ondanks dat het bouwen van grote schepen meer werd gewaardeerd, bouwden ze schepen in alle maten en waren bekend vanwege de sterkte van hun ijzeren rompen en hun excellente stoommachines.
Het eerste schip dat ze bouwden was het SS Neptune, 52,4 meter lang, bestemd voor de St. Petersburg steamship co., eigendom van Joseph Malcolmson, die met de Russische regering was overeengekomen een lijn tussen Londen en Sint-Petersburg te gaan onderhouden.  Men kwam aan boord onder de indruk toen bij aankomst op de Neva in Sint-Petersburg Tsaar Nicholaas het schip verwelkomde met de koningssloep en forten en oorlogsschepen saluutschoten afvuurden. Het schip werd "voor het leven" vrijgesteld van havengeld. Het SS Una was een van de eerste schepen dat het Suezkanaal passeerde, toen dat werd geopend in 1869. Met de jaren verlieten stoomschepen als het SS Avoca, SS Cella (1862), SS Iowa (1863), SS Cordova (1864), SS William Penn, SS Indiana, SS Lara en vele andere de werf. Voor zichzelf bouwden ze het jacht SS Coquette, dat aan veel regatta's deelnam. In 1872 werd het jacht SS The Phoenix gebouwd, dat ook nu nog deelneemt aan regatta's op de Shannon.
De werf maakte in 1877 een doorstart onder de directie van Andrew Horn en bouwde jachten en andere vaartuigen, maar werd afgeslankt tot 32 man.  Het laatste schip dat werd gebouwd was het jacht SS Maritana in 1882. Het was 23,5 meter lang en was naar verluidt zo fraai uitgerust, dat het de schoonheidsprijs won op de Cowes Regatta in 1884.
De fabriek produceerde ook gietijzeren gietijzeren meubels, versierd met metalen varens en klimop en eikenbladeren.
De werf werd ten slotte gesloten in 1882.

## De spoorwegen

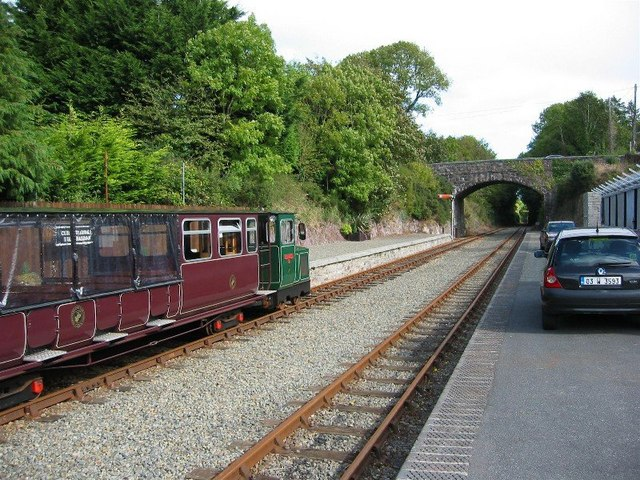
Waterford and Suir Valley Railway

Ze waren ook eigenaar van de Colonel and Thurles, Limerick and Foynes railways, Waterford and Limerick Railway Company. Rond 1845 procedeerde Malcomson Bros tegen de nieuwe voorgestelde lijn naar het westen, opdat die niet ten noorden maar het zuiden van de rivier zou worden aangelegd. Dan zou hij door Portlaw komen te lopen. Er werd een onderzoek ingesteld en de kamer van koophandel ondersteunde de petitie van de Malcomsons. Desondanks werd de lijn toch op de andere oever aangelegd. Een beroep op het Lagerhuis en het Hogerhuis van het Verenigd Koninkrijk haalde niets uit, omdat ze aandeelhouders in de spoorweg waren. 

## Het geld
Nadat een bankwet dat in 1846 mogelijk maakte kregen de Malcolmson toestemming hun eigen “token money” uit te geven, hoewel dat al sinds 1832 in gebruik was. Het was legaal in een straal van dertig mijl. Rond 1844 had het bedrijf zo'n 1.800 werknemers.

## De huizen
De Malcomsons bouwden schitterende huizen in victoriaanse stijl, allemaal met toegangspoorten.: 
- Mayfield House, Milford House, Clodagh House en Woodlock
- Villa Marina in Dunmore East en Minella in Clonmel

## Het faillissement
Vanaf 1870 begon echter de handel in te storten, onder andere vanwege de Amerikaanse Burgeroorlog. De export van katoen had in 1860 nog een waarde van £40 miljoen, maar in 1861 was dat nog maar £8 miljoen. De regering van de nieuwe staat legde een belasting op de import van Iers katoen. Bovendien werden en verkeerde beslissingen genomen en investeringen gedaan. De grootste klap kwam van het faillissement van de huisbankier Overend, Gurney and Company in 1866. In 1877 ging het bedrijf zelf failliet en diende de vloot te worden verkocht om aan de verplichtingen te kunnen voldoen.